# Primož Gliha
Primož Gliha (Ljubljana, 1967. október 8. –) egykori szlovén válogatott labdarúgó, jelenleg a Szlovén U21-es labdarúgó-válogatott szövetségi kapitánya.

## Góljai a szlovén válogatottban
| #         | Dátum              | Ellenfél     | Eredmény | Kiírás              | Esemény        |
| --------- | ------------------ | ------------ | -------- | ------------------- | -------------- |
| 1.        | 1994. február 8.   | Grúzia       | 1 – 0    | barátságos mérkőzés | 80'            |
| 2.        | 1994. február 12.  | Málta        | 1 – 0    | barátságos mérkőzés | 46' 54'        |
| 3.        | 1995. március 29.  | Észtország   | 3 – 0    | Eb-selejtező        | 53'            |
| 4.        | 1995. június 7.    | Litvánia     | 1 – 2    | Eb-selejtező        | 82'            |
| 5.        | 1995. november 15. | Horvátország | 1 – 2    | Eb-selejtező        | 36'            |
| 6.        | 1996. február 11.  | Oroszország  | 1 – 3    | barátságos mérkőzés | 80 (11-esből)' |
| 7.        | 1997. március 18.  | Ausztria     | 2 – 0    | barátságos mérkőzés | 73' 79'        |
| 8.,9.,10. | 1997. április 2.   | Horvátország | 3 – 3    | Vb-selejtező        | 45' 65' 66'    |